# Palterndorf-Dobermannsdorf
Palterndorf-Dobermannsdorf è un comune austriaco di 1 293 abitanti nel distretto di Gänserndorf, in Bassa Austria; ha lo status di comune mercato (Marktgemeinde).